# Anton Coșa
Anton Coșa (ur. 23 listopada 1961 w Valea Mare) – rumuński teolog i duchowny katolicki, rzymskokatolicki biskup Kiszyniowa (diecezji obejmującej całą Mołdawię, włącznie z separatystycznym regionem Naddniestrza).

## Życiorys
Święcenia kapłańskie przyjął 25 czerwca 1989 roku i został inkardynowany do diecezji Jass. Był wikariuszem kolejno w Roman i w Kiszyniowie. W latach 1991–1993 pełnił funkcję proboszcza jednej z kiszyniowskich parafii.
28 października 1993 ustanowiony administratorem apostolskim Mołdawii. Wyświęcony został na biskupa 6 stycznia 2000 ze stolicą tytularną Pesto. 27 października 2001 ustanowiono go pierwszym ordynariuszem erygowanej wówczas diecezji kiszyniowskiej. Odbudowuje struktury Kościoła katolickiego w jednej z najbardziej – według powszechnego przekonania mołdawskich chrześcijan – sekularyzowanych przez reżim sowiecki byłych republik radzieckich.
W 2021 odznaczony Krzyżem Kawalerskim Orderu Zasługi Rzeczypospolitej Polskiej.